# Bulgária autópályái
Ez a szócikk Bulgária autópályáit sorolja fel.

## Története
1964-ben a bolgár kormány eltervezte, hogy épít egy autópálya-gyűrűt, amely a Trákia, a Hemus és a Fekete-tenger autópályáiból áll. A kivitelezés a Szófia – Ihtiman és a Várna – Devnya útszakaszok 1973-as építésével kezdődött.
1990-re 273 km autópálya volt kész. A következő 16 évben további 150 km épült, mielőtt az ország 2007-ben csatlakozott az Európai Unióhoz.
2019. októberétől 812 km van üzemben és 116 km építés alatt áll.
Bulgária a nyugat-kelet irányú E80-as IV-es folyosó építésében érdekelt. Ennek része a 70-es években épített, alig 50 km-es Szófia–Pazardzsik szakasz. A kilencvenes évekig sem sikerült azonban 273 km-nél több autópályát átadni. Ez leginkább a nagyvárosok bevezető szakaszait jelentette, illetve a Szófiát körülölelő körgyűrűt.
A rendszerváltás óta javult a helyzet, mert az ezredfordulón Szófia kidolgozta középtávú, gyorsforgalom-fejlesztésre irányuló terveit. Így vállalta a IV-es korridor részét képező E773-as Szófia–Plovdiv–Burgasz közötti, még hiányzó 193 km-es pálya megépítését. Ezt nevezik Bulgáriában „Trákia autópályának", amelynek építési költsége közel 475 millió dollár. A további tervek szerint az ebből kiágazó, a IX-es folyosóhoz tartozó sztráda pedig Törökország felé halad. Ez a „Marica” sztráda nevet viseli, és a Marica folyó völgyét követi. A harmadik sztráda a „Sztruma” autópálya, az E79-es IV/C korridor Görögország felé.
A bolgár adatok alapján és a Pécsi Tudományegyetem számításai szerint Bulgáriában 2,5–3 millió $-ba kerül egy kilométer autópálya építése. A kilométerenként elkért 0,10 $-os autópályadíj viszont még hosszú távon sem fedezi a beruházást, csupán az üzemeltetést és a karbantartást.[forrás?]
2012 májusában jelentették be, hogy 4 éven belül megépül a Szvilengrad-Rusze közötti autópálya.
2013 júliusában befejezték az A1-es autópályát.

## Az autópályák táblázatban
| Autópálya     | Érintett települések, nagyobb kereszteződések                                                                      | Teljes hossz | Használatban | Épül    | Térkép |
| ------------- | --- | ------------ | ------------ | ------- | ------ |
| Trákia        | Szófia - Pazardzsik - Plovdiv - Sztara Zagora - Jambol - Burgasz (a TEN-T hálózat része)                           | 360 km       | 360 km       | –       |        |
| Hemusz        | Szófia – Botevgrad – Pleven – Veliko Tarnovo – Sumen – Várna                                                       | 418 km       | 191 km       | 26 km   |        |
| Sztruma       | Pernik térsége (A6) - Dupnica - Blagoevgrad - Szandanszki - Petrics - Kulata / Görögország (a TEN-T hálózat része) | 172 km       | 138 km       | 36 km   |        |
| Marica        | Csirpan (A1) - Haszkovo - Dimitrovgrad - Kapitan Andreevo / Törökország (a TEN-T hálózat része)                    | 117 km       | 117 km       | –       |        |
| Fekete-tenger | Várna - Neszebar - Burgasz (a TEN-T hálózat része)                                                                 | 103 km       | 8 km         | 0 km    |        |
| Ljulin        | Szófia - Kalotina határátkelő / Szerbia (A3) (a TEN-T hálózat része)                                               | 63 km        | 46,5 km      | −       |        |
| Kalotina      | Szófia - Szlivnica - Pernik (a TEN-T hálózat része)                                                                | 133 km       | 0 km         | 31,5 km |        |

## Díjfizetés
2020-ban Bulgáriában nem csak az autópálya, hanem az összes lakott területen kívüli út használatáért fizetni kell. Bulgáriában 2019 óta e-matricás rendszer van érvényben, a matricát minden határátkelőnél meg tudjuk venni, de lehetőség van online vásárlásra is.

### Kategóriák
| Matrica | Ár      | Érvényességi idő                                |
| ------- | ------- | ----------------------------------------------- |
| Éves    | 97 leva | Érvényes a következő év január 31-ig            |
| 3 havi  | 54 leva | Érvényes a vásárlástól számított 90. nap végéig |
| Havi    | 54 leva | Érvényes a vásárlástól számított 30. nap végéig |
| Heti    | 15 leva | Érvényes a vásárlástól számított 7. nap végéig  |
| Hétvégi | 10 leva | Érvényes péntek 12:00-tól vasárnap 23:59-ig     |

## Fordítás
- Ez a szócikk részben vagy egészben  a   Highways in Bulgaria című angol Wikipédia-szócikk fordításán alapul.  Az eredeti cikk szerkesztőit annak laptörténete sorolja fel. Ez a jelzés csupán a megfogalmazás eredetét és a szerzői jogokat jelzi, nem szolgál a cikkben szereplő információk forrásmegjelöléseként.